# Thailändische Ziffern
Die Thai-Zahlen, genauer: thailändische Ziffern (ตัวเลขไทย, [tua lêːk tʰai]), sind eine Zahlschrift, in der Zahlen positionell auf der Grundlage eines Dezimalsystems mit neun Zahlzeichen und einem eigenen als Kreis geschriebenen Zeichen für die Null dargestellt werden.
In Thailand wird traditionellerweise das thailändische Zahlensystem verwendet. Im täglichen Gebrauch werden heute jedoch meist indisch–arabische Ziffern benutzt. Thailändische Zahlen werden nur noch für Dokumente und Inschriften mit offiziellem oder religiösem Charakter oder mit historischem Bezug verwendet. Ein weiterer Anwendungsbereich sind Schilder mit Eintrittspreisen für Nationalparks und andere Touristenattraktionen, die unterschiedliche Preise für Thailänder und Ausländer erheben.
In der thailändischen Sprache stehen Zahlen oder Zahlwörter meist zwischen Nomen und einem Zählwort. Ausnahmen bilden u. a. Zeit- und Wertangaben.

## Null bis Neun
| Wert | RTGS  | Thai | Thai |
| ---- | ----- | ---- | ---- |
| 0    | sun   | ๐    | ศูนย์  |
| 1    | nueng | ๑    | หนึ่ง  |
| 2    | song  | ๒    | สอง  |
| 3    | sam   | ๓    | สาม  |
| 4    | si    | ๔    | สี่    |
| 5    | ha    | ๕    | ห้า   |
| 6    | hok   | ๖    | หก   |
| 7    | chet  | ๗    | เจ็ด  |
| 8    | paet  | ๘    | แปด  |
| 9    | kao   | ๙    | เก้า  |

Anmerkung: Für die Zwei existiert neben สอง (song) auch ยี่ (yi); eine traditionelle Art der Aussprache, die noch immer an einigen Stellen der thailändischen Sprache existiert, zum Beispiel bei der Bildung des Wortes für „20“ und seiner Kombinationen. Es wird immer noch benutzt, um den zweiten Monat des thailändischen Mondkalenders zu bezeichnen.
Dem Online Royal Institute Dictionary nach wird es im nördlichen Thaidialekt für das Jahr des Tigers verwendet.

## Zehn bis eine Million
Die Zahlen von 10 bis 1.000.000 werden mit den Worten der Potenzen von 10 gebildet. Die Eins wird zu et, wenn sie einer Zehnerpotenz folgt. Die Zahlen 20 bis 29 beginnen mit yi sip.
| Wert      | RTGS        | Thai    | Thai   |
| --------- | ----------- | ------- | ------ |
| 10        | sip         | ๑๐      | สิบ     |
| 11        | sip et      | ๑๑      | สิบเอ็ด  |
| 12        | sip song    | ๑๒      | สิบสอง  |
| 20        | yi sip      | ๒๐      | ยี่สิบ    |
| 21        | yi sip et   | ๒๑      | ยี่สิบเอ็ด |
| 22        | yi sip song | ๒๒      | ยี่สิบสอง |
| 100       | roi         | ๑๐๐     | ร้อย    |
| 1 000     | phan        | ๑๐๐๐    | พัน     |
| 10 000    | muen        | ๑๐๐๐๐   | หมื่น    |
| 100 000   | saen        | ๑๐๐๐๐๐  | แสน    |
| 1 000 000 | lan         | ๑๐๐๐๐๐๐ | ล้าน    |

In der Umgangssprache kann der Anfang von 21 bis 29 von ยี่สิบ (yi sip) zu ยิบ (yip) verkürzt werden. Daher hört man auch ยิบเอ็ด (yip et), ยิบสอง (yip song).
Die Hunderter werden gebildet, indem roi mit Zehner- und Einerwerten kombiniert werden. Zum Beispiel ist zweihundertzweiunddreißig (232) song roi sam sip song. Die Worte roi, phan, muen, und saen sollten mit einem vorangestellten Zahlwort verwendet werden (nueng ist optional), so dass zweihundertzehn song roi sip ist und einhundert entweder roi oder nueng roi ist.
Nueng kommt niemals vor sip, sodass song roi nueng sip falsch ist.
Muttersprachler benutzen manchmal roi nueng (oder phan nueng etc.) mit unterschiedlicher Betonung auf nueng, um einhundert von einhunderteins zu unterscheiden. Solch eine Unterscheidung wird aber oft nicht gemacht, aus der dann Mehrdeutigkeiten entstehen. Um diesem Problem entgegenzuwirken, sollte bei 101 (oder 1001, 10001 etc.) roi et (oder phan et, muen et etc.) verwendet werden.

## Zahlen über einer Million
Zahlen über einer Million werden gebildet, indem ihnen lan mit einem Faktor vorangestellt werden. Zum Beispiel ist zehn Millionen sip lan, eine Billion (1012) lan lan.

## Dezimal- und Bruchzahlen
Umgangssprachlich werden Dezimalzahlen gebildet, indem จุด (chut, Punkt) an der Stelle gesprochen wird, an der sich das Dezimaltrennzeichen befindet. So ist 1.01 zum Beispiel หนึ่งจุดศูนย์หนึ่ง.
Brüche werden gebildet, indem ใน (nai, unter, über) zwischen Zähler und Nenner gestellt wird. Zum Beispiel wird {\displaystyle {\tfrac {1}{3}}} als หนึ่งในสาม (nueng nai sam) bezeichnet.
Das Wort ครึ่ง (khrueng) wird für „halbe“ benutzt. Es wird dem Zählwort vorangestellt, wenn es alleine benutzt wird, folgt ihm aber nach, wenn es mit einer anderen Zahl benutzt wird. Zum Beispiel bedeutet kradat krueng phaen (กระดาษครึ่งแผ่น) „eine halbe Papierseite“, aber kradat nueng phaen krueng (กระดาษหนึ่งแผ่นครึ่ง) „eineinhalb Papierseiten“.

## Minuszahlen
Minuszahlen werden mit einem ลบ (lop, Minus) gebildet, das vor die Zahl gestellt wird. Zum Beispiel ist ลบสิบเอ็ด -11.

## Ordnungszahlen
Ordnungszahlen wird ที่ (thi, Ort) vorangestellt. Sie werden nicht als eine spezielle Art von Zahlen angesehen, da das Zahlwort dem abgewandelten Nomen folgt, welches in diesem Fall thi ist.
| Wert    | RTGS      | Thai | Thai |
| ------- | --------- | ---- | ---- |
| Erster  | thi nueng | ที่หนึ่ง |      |
| Zweiter | thi song  | ที่สอง |      |
| Dritter | thi sam   | ที่สาม |      |
| Vierter | thi si    | ที่สี่   |      |
| #-ter   | thi #     | ที่#   |      |